# Schwarzenbach an der Pielach
Schwarzenbach an der Pielach ist eine Gemeinde mit 339 Einwohnern (Stand 1. Jänner 2025) im Bezirk St. Pölten in Niederösterreich.

## Geografie
Schwarzenbach an der Pielach liegt im Mostviertel in Niederösterreich. Die Fläche der Gemeinde umfasst 45,45 Quadratkilometer, etwa 82 Prozent der Fläche ist bewaldet.
In Schwarzenbach an der Pielach, an der Grenze zu Annaberg, liegt der höchste Berg des Bezirkes St. Pölten, das Hennesteck (1334 m). Am Pilgerweg Schwarzenbach an der Pielach – Annaberg liegt die zweitgrößte Höhle von Niederösterreich, das „Trockene Loch“ (Trockene Höhle); die Höhle ist besonders geschützt.

### Gemeindegliederung
Das Gemeindegebiet umfasst folgende 13 Ortslagen bzw. Straßenbezeichnungen, die schon länger als die Zufahrtsstraßen bestehen, daher die Bezeichnungen „Gegend“, „Wald“ und „Rotte“. Neu dazugekommen ist in den 1980er Jahren die Siedlung mit der Straßenbezeichnung Obertal. Diese wurden bis 2022 als Ortschaften geführt (in Klammern Einwohnerzahl, Stand 1. Januar 2022, Quelle: Statistik Austria):
- Brunnrotte (89) samt Schwarzenbach an der Pielach
- Finzenebengegend (1)
- Grabschifterwald (0)
- Guttenhofgegend (50)
- Haslaurotte (39)
- Hofrotte (33)
- Loicheckgegend (2)
- Obertal (43)
- Schwarzenbachgegend (7)
- Seerotte (43)
- Staudachgegend (12)
- Steinrotte (19)
- Taschlgrabenrotte (20)
- Weißenbach (5)

Die Gemeinde besteht seit 2023 aus der einzigen Ortschaft Schwarzenbach an der Pielach und der einzigen Katastralgemeinde Schwarzenbach.

## Geschichte
Im Altertum war das Gebiet Teil der Provinz Noricum.
Die Kapelle Schwarzenbach wurde um 1400 errichtet. Die erste urkundliche Erwähnung von Schwarzenbach ist im Lehenbuch Albrechts V. 1411 erfolgt.
Schwarzenbach gehörte bis zur Revolution von 1848/1849 im Kaisertum Österreich zur Herrschaft Kirchberg an der Pielach.

### Einwohnerentwicklung
Die Abnahme der Bevölkerungszahl in den letzten Jahrzehnten erfolgte, da sowohl die Wanderungsbilanz als auch die Geburtenbilanz negativ waren.
| Schwarzenbach an der Pielach: Einwohnerzahlen von 1869 bis 2025 | Schwarzenbach an der Pielach: Einwohnerzahlen von 1869 bis 2025 | Schwarzenbach an der Pielach: Einwohnerzahlen von 1869 bis 2025 | Schwarzenbach an der Pielach: Einwohnerzahlen von 1869 bis 2025 | Schwarzenbach an der Pielach: Einwohnerzahlen von 1869 bis 2025 |
| --------------------------------------------------------------- | --------------------------------------------------------------- | --------------------------------------------------------------- | --------------------------------------------------------------- | --------------------------------------------------------------- |
| Jahr                                                            |                                                                 |                                                                 |                                                                 | Einwohner                                                       |
| 1869                                                            | 1869                                                            |                                                                 | 656                                                             | 656                                                             |
| 1880                                                            | 1880                                                            |                                                                 | 689                                                             | 689                                                             |
| 1890                                                            | 1890                                                            |                                                                 | 642                                                             | 642                                                             |
| 1900                                                            | 1900                                                            |                                                                 | 624                                                             | 624                                                             |
| 1910                                                            | 1910                                                            |                                                                 | 610                                                             | 610                                                             |
| 1923                                                            | 1923                                                            |                                                                 | 660                                                             | 660                                                             |
| 1934                                                            | 1934                                                            |                                                                 | 648                                                             | 648                                                             |
| 1939                                                            | 1939                                                            |                                                                 | 622                                                             | 622                                                             |
| 1951                                                            | 1951                                                            |                                                                 | 585                                                             | 585                                                             |
| 1961                                                            | 1961                                                            |                                                                 | 564                                                             | 564                                                             |
| 1971                                                            | 1971                                                            |                                                                 | 511                                                             | 511                                                             |
| 1981                                                            | 1981                                                            |                                                                 | 476                                                             | 476                                                             |
| 1991                                                            | 1991                                                            |                                                                 | 450                                                             | 450                                                             |
| 2001                                                            | 2001                                                            |                                                                 | 427                                                             | 427                                                             |
| 2011                                                            | 2011                                                            |                                                                 | 392                                                             | 392                                                             |
| 2021                                                            | 2021                                                            |                                                                 | 366                                                             | 366                                                             |
| 2025                                                            | 2025                                                            |                                                                 | 339                                                             | 339                                                             |
| Quelle(n): Statistik Austria, Gebietsstand 1.1.2021             |                                                                 |                                                                 |                                                                 |                                                                 |

## Kultur und Sehenswürdigkeiten
- Katholische Pfarrkirche Schwarzenbach an der Pielach hl. Katharina

## Wirtschaft und Infrastruktur
Im Jahr 2001 gab es 17 nichtlandwirtschaftliche Arbeitsstätten, nach der Erhebung 1999 gab es 46 land- und forstwirtschaftliche Betriebe. Nach der Volkszählung 2001 betrug die Zahl der Erwerbstätigen am Wohnort 184, die Erwerbsquote lag 2001 bei 45 Prozent.

### Sicherheit und Soziales

#### Gesundheit
Die Dienststelle des Arbeiter-Samariter-Bundes wurde nach Frankenfels eingegliedert, Mitglieder aus Schwarzenbach versehen dort ihren Dienst, wobei das Einsatzgebiet auch Schwarzenbach umfasst.

#### Feuerwehr
Schwarzenbach an der Pielach besitzt eine eigene Freiwillige Feuerwehr. Kommandant ist Brandrat Andreas Ganaus, der seit 30. Oktober 2009 auch Kommandant des Feuerwehrabschnittes Kirchberg an der Pielach ist.

#### Schilift
Im Winter wurde in Schwarzenbach an der Pielach bis 2009 ein Schlepplift betrieben (Schilift Enne). Der Lift befand sich südwestlich des Ortes unweit der Haslaurotte. Die Pisten sind nach Nordost exponiert, es gab keine künstlichen Beschneiungsanlagen.

#### Sport
Es gibt den 1978 gegründeten Sportverein Schwarzenbach sowie den Aktiv Club Schwarzenbach, der ebenso sportliche Aktivitäten veranstaltet. Gemeinsam mit der Nachbargemeinde Frankenfels spielt der FCU Frankenfels/Schwarzenbach in der 2. Klasse Alpenvorland.

### Verkehr

#### Eisenbahn und Bus
Die Mariazellerbahn führt zwar nicht durch das Gemeindegebiet von Schwarzenbach, es gibt aber trotzdem einen 6 km entfernten, in der Gemeinde Frankenfels gelegenen Bahnhof Schwarzenbach an der Pielach. Das Bahnhofsgebäude geriet am 23. November 2011 in Brand und wurde am 11. März 2015 abgerissen und durch ein gegenüber liegendes gläsernes Wartehäuschen ersetzt.
Bis an den Anfang der 2000er Jahre gab es ein- bis zweimal pro Werktag (an Schultagen auch öfter) eine Linienbusverbindung vom Bahnhof Schwarzenbach (in manchen Fahrplanperioden vom Bahnhof Frankenfels) in den Ort. Diese Linienbusverbindung wurde eingestellt, und Schwarzenbach ist seitdem nur mit privaten PKW erreichbar.

#### Straße
Schwarzenbach liegt an einer Landesstraße L 102, die von der Pielachtal Straße B 39 über Schwarzenbach an der Pielach und das Pielachtaler Gscheid nach Türnitz führt, wo sie in die Mariazeller Straße B 20 einmündet.

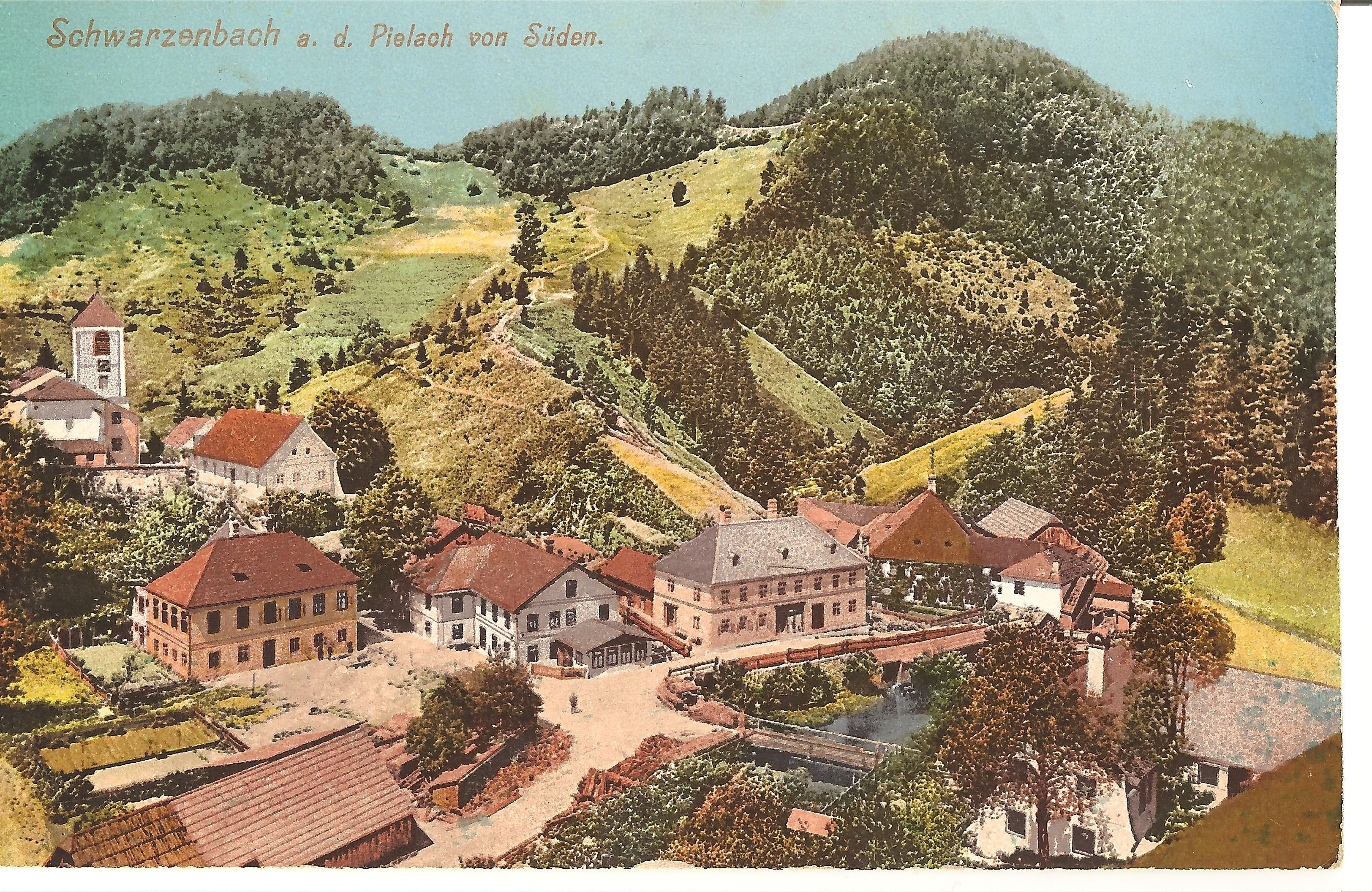
Schwarzenbach an der Pielach, um 1912
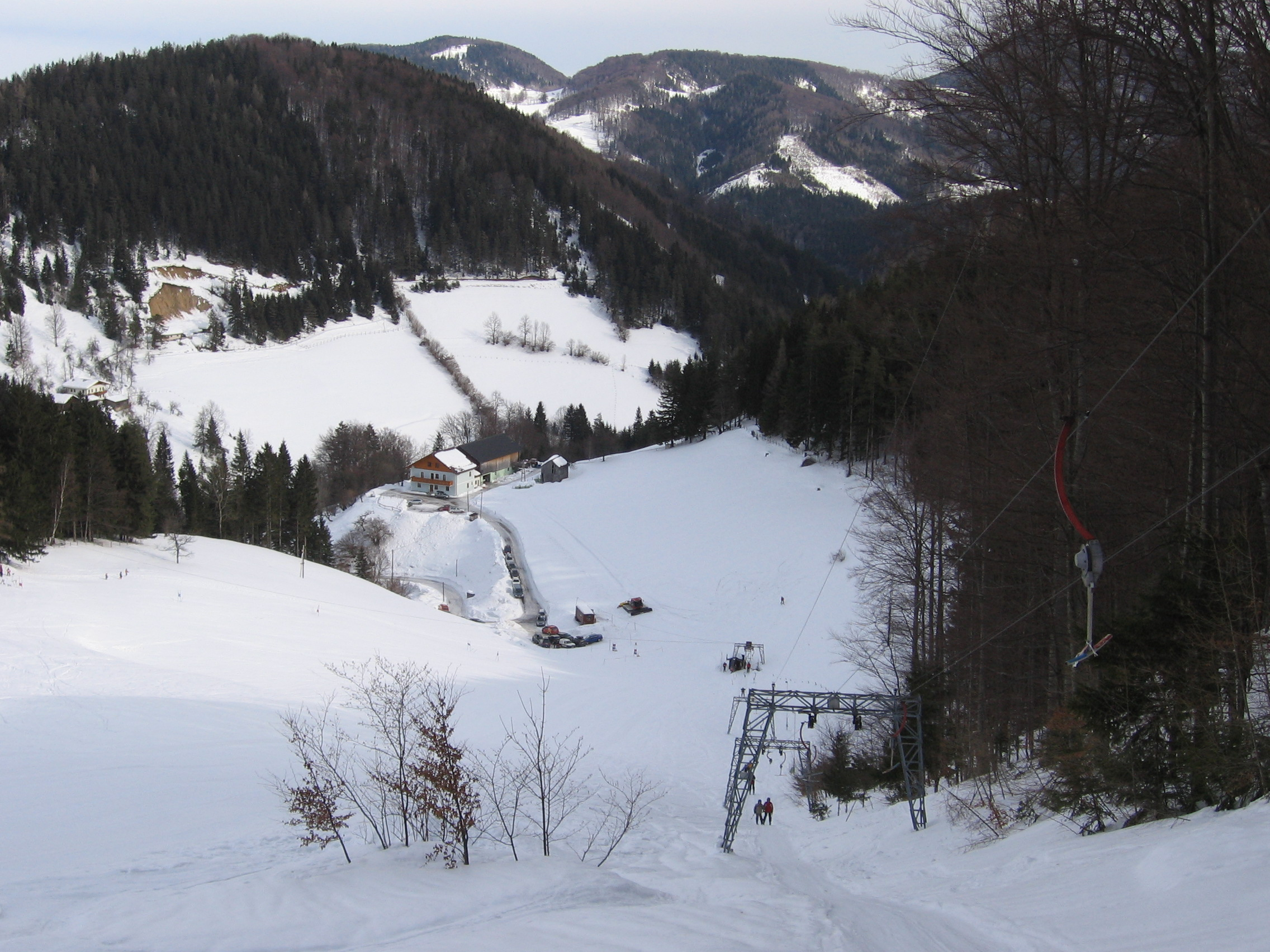
Steinberglift von der Bergstation
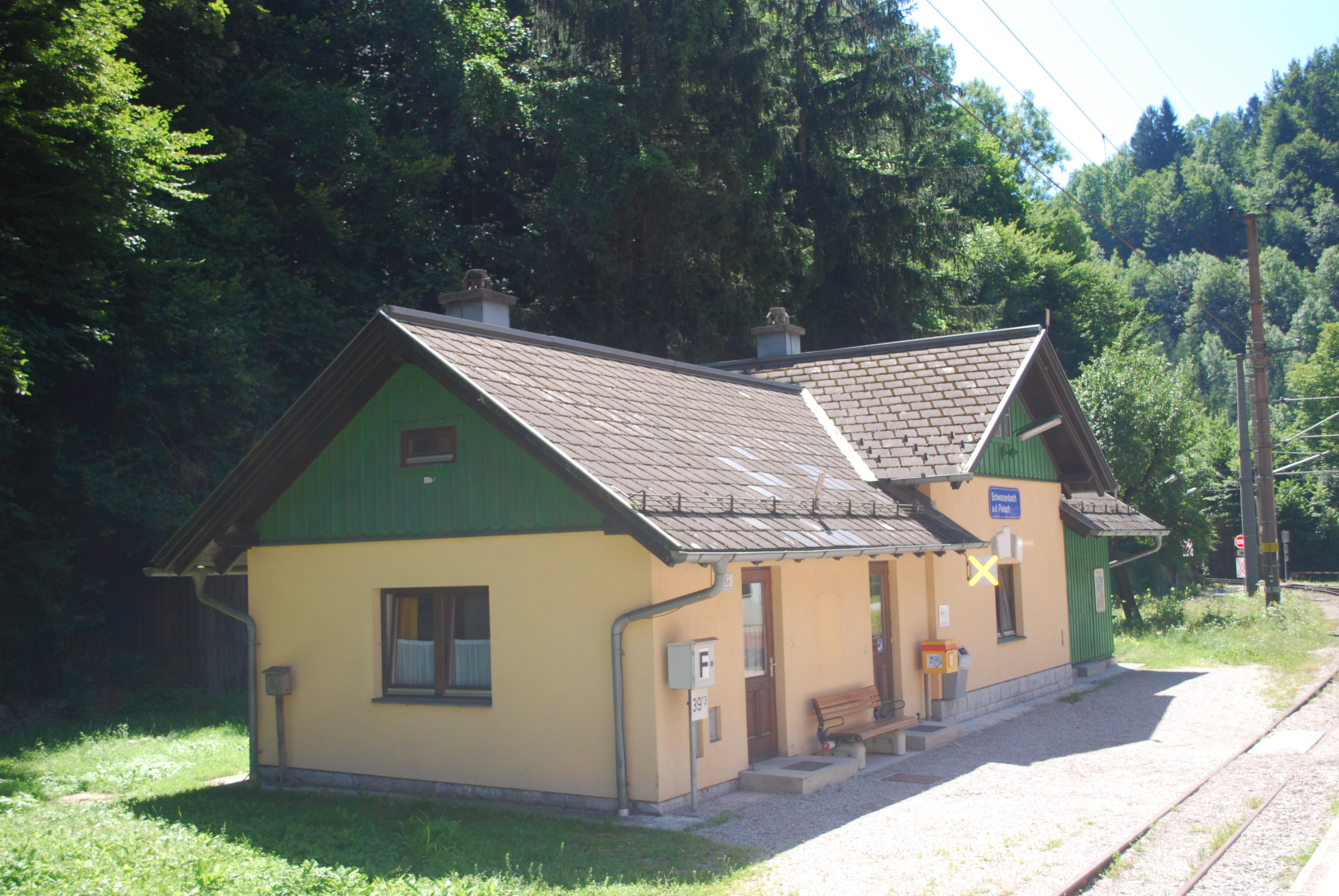
Ehemaliges Bahnhofsgebäude Schwarzenbach an der Pielach

## Politik

### Gemeinderat
Der Gemeinderat besteht aus 13 Mandataren.
| Partei | 2020    | 2020    | 2015  | 2015    | 2010  | 2010    | 2005  | 2005    |
| Partei | Prozent | Mandate | %     | Mandate | %     | Mandate | %     | Mandate |
| ------ | ------- | ------- | ----- | ------- | ----- | ------- | ----- | ------- |
| ÖVP 1) | 81,99   | 11      | 84,99 | 11      | 79,74 | 11      | 73,39 | 10      |
| SPÖ 2) | 18,01   | 2       | 15,01 | 2       | 20,26 | 2       | 26,61 | 3       |

1) Die Partei trat 2020 unter dem Namen „ÖVP Schwarzenbach“ an
2) Die Partei trat 2020 unter dem Namen „SPÖ Schwarzenbach“ an

### Bürgermeister
Bürgermeister von Schwarzenbach an der Pielach ist Andreas Ganaus. Vizebürgermeister ist seit 24. Mai 2024 Josef Hochgerner.

### Wappen
Das Gemeindewappen wurde 1988 verliehen.